# Erik Lima
Erik Nascimento Lima (Novo Repartimento, 18 juli 1994) is een Braziliaans voetballer die bij voorkeur als aanvaller speelt. Hij staat onder contract bij Goiás EC, waar hij in 2013 doorstroomde vanuit de eigen jeugdopleiding.

## Clubcarrière
Op tienjarige leeftijd sloot Erik Lima zich aan bij Goiás EC. In februari 2013 werd bij het eerste elftal gehaald. Eén maand later werd zijn contract verlengd tot december 2016. Op 7 juli 2013 debuteerde de aanvaller in de Braziliaanse Série A tegen EC Vitória. Op 23 mei 2014 maakte hij zijn eerste treffer in de Série A tegen Santos. Op 31 augustus 2014 maakte Erik Lima een hattrick tegen CA Paranaense.